# سد مرناقية
سد مرناقية هو سد في تونس. يقدر حوضه على تخزين 3 ملايين متر مكعب ويقع في شمال البلاد.

## المصدر
- السدود التونسية نسخة محفوظة 28 سبتمبر 2007 على موقع واي باك مشين.
- تونس اليوم